# Eger SE
Az Eger SE Eger város nagy múltú labdarúgóklubja. A csapat a megyei másodosztálytól kezdve, egészen az NB I-ig minden osztályt megjárt.

## Története
A klub 1907-ben kezdte meg működését, de azóta számos néven és formában tette azt. Az Egri FC hatszor mutathatta meg magát az élvonalban, azonban minden alkalommal búcsúznia kellett. Az egri futball válságos időszaka a 2000-es évekre tehető, amikorra az egri futballpályán senki sem "rúgta a bőrt".
A legújabb formáció 2005-ben indult hódító útjára. A 2011–12-es szezonban a csapat feljutott az első osztályba úgy, hogy azelőtt megnyerték a harmadosztályt is, azonban az NB I-ből egy szezon után kiestek, de nem a másodosztályba.
Milliós nagyságrendű tartozásuk miatt az NB III Keleti csoportjába kaptak licencet a 2013/14-es szezonra, de 2014 év elején felszámolták a klubot. A következő szezonra az Egri Sportcentrum SE az MLSZ-nek írt nyilatkozatában (előtte az Egri Sportcentrum SE a Heves Megyei III. osztályban szerepelt)kérelmezte az MLSZ-t, hogy a következő szezonban a megyei másodosztályban folytassák. Azon a nyáron 21-en távoztak és 22-en érkeztek a csapathoz.
A Heves megyei másodosztályt fölénnyel megnyerték
A következő szezonban a megye I-ben 11 ponttal maradtak le a Gyöngyöstől.
A 2016/17-es szezon nagy áttörés volt az Egernél, ugyanis megalakult az Eger Labdarúgó Sport Kft., rövidebben Eger SE. Most csak 2 ponttal maradtak le ismételten a Gyöngyös mögött.
A 2017/18-as szezonban megnyerték a megyei I. osztályt és az osztályozón 6-1-es összesítéssel verték a Balatonfüred együttesét. A 2018/19-es szezont az NB III-ban kezdték meg.

## Játékoskeret
2017. őszi állapot szerint.
| No.   |     | Poszt | Játékos            |
| ----- | --- | ----- | ------------------ |
| 1     | HUN | K     | Bollók Gábor       |
| 23    | HUN | K     | Bukta Krisztián    |
| 16, 3 | HUN | V     | Dóczi István       |
| 21    | HUN | V     | Lakatos Béla       |
| 3     | HUN | V     | Mikolka Márk       |
| 17    | HUN | V     | Debreceni Dávid    |
| 14    | HUN | V     | Balogh Martin Ádám |
| 6     | HUN | V     | Farkas Krisztián   |
| 13    | HUN | V     | Palágyi Milán      |
| 4     | HUN | V     | Komlósi Ádám       |

| No.   |     | Poszt | Játékos         |
| ----- | --- | ----- | --------------- |
| 8     | HUN | KP    | Antal Zsolt     |
| 16, 7 | HUN | KP    | Busai Barna     |
| 10    | HUN | KP    | Gresó Mátyás    |
| 16    | HUN | KP    | Dobos Attila    |
| 11    | HUN | KP    | Titkó Krisztián |
| 5     | HUN | KP    | Bálint Csanád   |
| 20    | HUN | CS    | Szucsik Ádám    |
| 7     | HUN | CS    | Fekete Viktor   |
| 9     | HUN | CS    | Vajda Ákos      |

## Sikerlista
NB II
- Győztes (1): 2011-12

Magyar Ligakupa
- Elődöntő (1): 2012-13

## Híres játékosok
* a félkövérrel írt játékosok rendelkeznek felnőtt válogatottsággal.
- Karím Benúnesz
- Wolry Wolfe
- Goran Vujović
- Aranyos Imre
- Czeczeli Károly
- Géczi István
- Kovács István
- Lakinger Lajos
- Németh Norbert
- Sass János
- Montvai Tibor

## Szurkolók

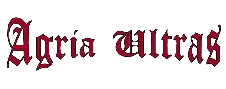
A csoportosulás logója